# Кілія
Кілія́ — місто в Ізмаїльському районі Одеської області України, що лежить на березі Кілійського гирла Дунаю, адміністративний центр Кілійської міської громади. Кількість населення — близько 19064 осіб. Відстань до обласного центру становить 209 км і проходить автошляхом Н33 та Т 1610. Відстань до районного центру становить 46 км і проходить автошляхом Т 1607.
У місті розташовані суднобудівельно-судоремонтний завод, м'ясо-молочний комбінат, та річковий порт, що є важливим перевалочним пунктом на маршруті Чорне море — Дунай. Діє пункт контролю на кордоні з Румунією Кілія — Кілія Веке.

## Назва
За однією з версій, в античність місто носило назву Ахіллей (грец. Αχιλλέα), яку згідно з легендою, дав поселенню Александр Македонський на честь епічного героя давньогрецької міфології Ахіллеса, похованого неподалік на острові Левка (грец. Λευκή). З часом звучання давнього іменування тутешнього поселення під впливом тюрських мов трансформулося в назву — Кілія. На підтвердження цієї версії є згадка також у євангелії, яке зберігалося з 1647 р. в Миколаївській церкві. За іншою версією вважається, що назва виникла у середньовіччі після входження поселення до складу Османської імперії та походить від слова Кіллі (осман. Killi), яке вживається для означення «глинистих» берегів дельти Дунаю.
На мапах північного Причорномор'я, складених у 1320 році венеційським географом Маріо Санудо одне з гирл Дунаю та місто, яке було розташоване у цьому гирлі іменовані як Лікостома (грец. Λύκος στόμα), що означає буквально «Вовча паща». У своїх історичних працях Кантемир (1673—1723) також вказував назву Ликостом(он). Станіслав Сарницький (1532—1597) стверджував, що місто-фортеця Томі була там, де в його час знаходилася Кілія. У XIX столітті, до здобуття Князівством Румунія незалежності у 1878 році, молдовани називали місто Возія (рум. Vosia, в перекладі «Воля»), імовірно ототожнюючи його зі слободою, типом поселень, які масово з'являлися у той час вході колонізації Бессарабії.

## Історія
За легендою місто засноване у IV ст. до н. е. Олександром Македонським. Перші письмові згадки про місто належать до XIV сторіччя.
У 1352—1359 роках місто перебувало у складі Угорського королівства. З 1359 році на місці сучасного міста Кілія-Веке існувала Генуезьких колоній — Лікостомо. Очільником колонії був консул. На території комуни були знайдені монети — мідні фоллари, які карбувалися на території колонії. На території Одеської області у місті Кілія збереглися також оборонні рови, оскільки сама Фортеця Кілія була побудована з глини. Припускається, що в ті часи Кілія-Веке та Кілія були єдиним містом. Через Лікостомо в Середземномор'я генуезькі купці експортували мед, віск, коней, сіль, хліб, хутро, зерно, рибу. Крім італійців на той час жили вірмени, греки, татари, євреї, адиги та інші народи. У 1389 році володар Волощини Мірча-чел-Бетрин завоював порт Лікостомо і весь регіон гирла Кілії. У 1389–1484 роках у складі Молдовського князівства. 1484 султан Баязид взяв Кілію та Білгород. 1484—1806 — Османської імперії, 1806—1856 — Російської імперії, в 1856, після поразки Російської імперії в Кримській війні, знову відійшло до Молдовського князівства, а після Російсько-Турецької війни 1877—1878 років було повернуте до складу Російської імперії; в 1918—1940 — входило до складу Румунського королівства. В 1940 р., згідно з пактом Молотова — Ріббентропа, відійшло до СРСР і було включене до Української РСР. Входило до складу Аккерманської області (пізніше називалась Ізмаїльська область), в 1954 р. і по наш час — в складі Одеської області.
11 червня 1964 р. селища Марбія, Маяки та Фурманка Кілійської міськради включено в смугу міста Кілії, тоді ж виключено з облікових даних с-ще Дем'янівка.
| Кілійська фортеця |
| Історики припускають, що фортецю заклали в XI столітті візантійці і назвали Лікостом (Вовча паща). У XIV столітті Лікостом перебудували італійці (Генуя), які контролювали в той час чорноморські торговельні потоки. Достеменно відомо, що фортецю Кілії в XV столітті значно розширили і зміцнили молдовани (Молдовське князівство), у 1484 році захопили і перебудували турки-османи. У XVI—XVII століттях фортецю не раз захоплювали Запорізькі козаки, а в 1806-му Кілію взяли російські війська на чолі з Арманом де Рішельє. Фортечні стіни охоплювали весь сучасний центр міста і ділили середньовічну Кілію на три райони (двори) — зовнішній, внутрішній, і цитадель. Цитадель перебувала на березі Дунаю і являла собою чотирикутний замок з чотирма вежами по кутах. За офіційною версією за умовами Бухарестського договору про мир, після Російсько-турецької війни 1806—1812 років, Кілійську фортецю було підірвано та майже повністю знищено росіянами. У 1825х-30х роках біля головного входу до церкви Успіння Божої Матері (колишня мечеть) в центрі фортеці було збудовано дворівневу дзвіницю, яка існує і сьогодні. Десь у цей час графинею Толстою Олександрою Валер'янівною на місці фортеці будується лікарня, що стає знаменитою не тільки в Кілії, а й в навколишніх містах.. На місці цитаделі було збудовано основну будівлю Кілійського елеватора, а у східній частині фортеці було розбито парк, який згодом мав розширитись уздовж рову та вийти до берега Дунаю, проте цього не сталося. На заваді стали інтереси торгівлі, порту, пароплавства а згодом й оборони. Від фортеці залишилися лише два ставки на місці захисного рову. Зараз на місці фортеці розкинувся міський парк, у якому досі можна спостерігати абриси колишньої фортеці в ландшафті та знайти багато залишків стін фортеці, каміння та цегли. |

## Населення
| 1897   | 1941   | 1959   | 1970   | 1979   | 1989   | 2001   | 2016   |
| ------ | ------ | ------ | ------ | ------ | ------ | ------ | ------ |
| 11 618 | 19 646 | 20 304 | 24 276 | 25 055 | 25 754 | 22 594 | 20 060 |

За переписом 2001 року, українці складали 55,41 % населення міста, росіяни — 28,41 %, молдавани — 9,67 %, болгари — 3,63 %, гагаузи — 0,91 %.

### Мовний склад
Рідна мова населення за даними перепису 1897 року:
| Мова       | Чисельність, осіб | Частка   |
| ---------- | ----------------- | -------- |
| Українська | 4 555             | 39,21 %  |
| Румунська  | 2 495             | 21,48 %  |
| Російська  | 2 200             | 18,93 %  |
| Їдиш       | 2 144             | 18,45 %  |
| Інші       | 224               | 1,93 %   |
| Разом      | 11 618            | 100,00 % |

Рідна мова населення за даними перепису 2001 року:
| Мова       | Чисельність, осіб | Частка   |
| ---------- | ----------------- | -------- |
| Українська | 9 052             | 39,56 %  |
| Російська  | 12 700            | 55,50 %  |
| Румунська  | 671               | 2,93 %   |
| Болгарська | 268               | 1,17 %   |
| Інше       | 193               | 0,84 %   |
| Разом      | 22 884            | 100,00 % |

## Економіка
У місті розташовані судноремонтний Кілійський суднобудівно-судноремонтний завод (КССРЗ), винзавод (із 2013 року випуск продукції припинено — підприємство фактично доведено до банкрутства), м'ясомолочний комбінат, річковий порт, що є основним перевалочним пунктом на маршруті, й ряд інших великих підприємств міста. Чорне море — Дунай.
Кілія — найбільший в Україні центр із вирощування рису. Рисові чеки простяглися на багато кілометрів уздовж Дунаю. Це призвело до підвищення рівня ґрунтових вод та засолення ґрунтів. З турецької мови перекладається, як «глина» тому що місто стоїть на глині.

## Архітектурні пам'ятки

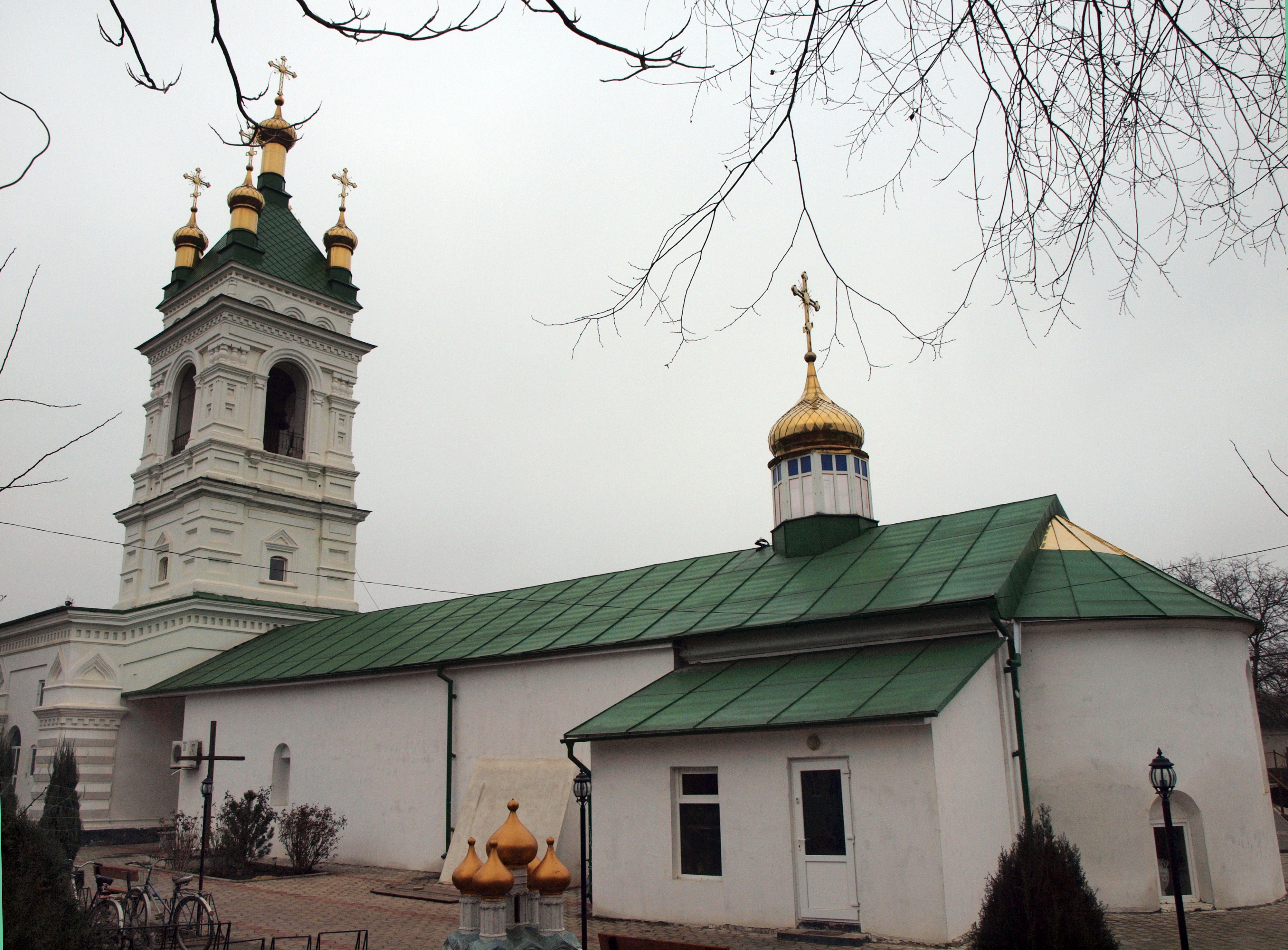
Миколаївська церква

- Миколаївська церква (1647) — церква збудована молдовським господарем — Василем Лупу
- Храм Покрови Богородиці
- Мечеть Султана Баязида II (руїни)
- Кілійська фортеця (знаходилася на березі Дунаю у торці сучасних вулиць Миру, Гагаріна та Суворова); наразі на її місці порт, елеватор та міський парк; збереглися два ставки, утворених колишнім ровом
- Дмитровський собор (вул. Дмитрівська), XIX століття
- Старообрядницька Покровська церква (вул. Соловйова), побудована в 1912 — 1916
- Старовинне єврейське кладовище

## Уродженці
- Ботошанський Яків Абрамович — єврейський письменник, журналіст, театральний постановник, драматург.
- Буков Єміліан Несторович (1909—1984) — молдовський письменник та громадський діяч.
- Дюльгер Дмитро Іванович (1999—2022) — солдат Збройних Сил України, учасник російсько-української війни, що загинув у ході російського вторгнення в Україну.
- Коломієць Олександр Васильович (1976—2014) — молодший лейтенант Збройних сил України, учасник російсько-української війни.
- Ігор Нестеренко[en] (нар. 1990) — баскетболіст.
- Пристайко Вадим Володимирович (нар. 1970) — міністр закордонних справ України у 2019—2020 роках.
- Стефанов Олег Дмитрович (псевдонім — Олег Стефан; нар. 1965) — український актор, педагог, Лауреат Національної премії України ім. Т. Шевченка, Заслужений артист України.
- Катерина Тодорович[ja] (1877—1974) — піаністка, вчителька музики.
- Федосьєв Олександр Іванович (нар. 1991) — воїн ЗСУ, 28-ї окремої механізованої бригади, учасник російсько-української війни, переможець міжнародного турніру «Ігри Героїв-2017».

### Проживали
- Лященко Владислав Павлович (1996—2021) — солдат Збройних Сил України, учасник російсько-української війни.

## Некрополі
Біля міста, на османському кордоні, 1575 p. був похований козацький гетьман — Іван Свирговський.
Слова з Думи про гетьмана Свирговського
«Де ж ви з нашим гетьманом прощалися ?
В глибокої могилі,
Біля города, біля Кілії,
На турецькі лінії.»
По дорозі з Кілії до Бендер (Тягині) була в полі могила з каменем, на якому був викутий хрест, цю могилу в народних переказах звали — Свиридова могила.

## Галерея

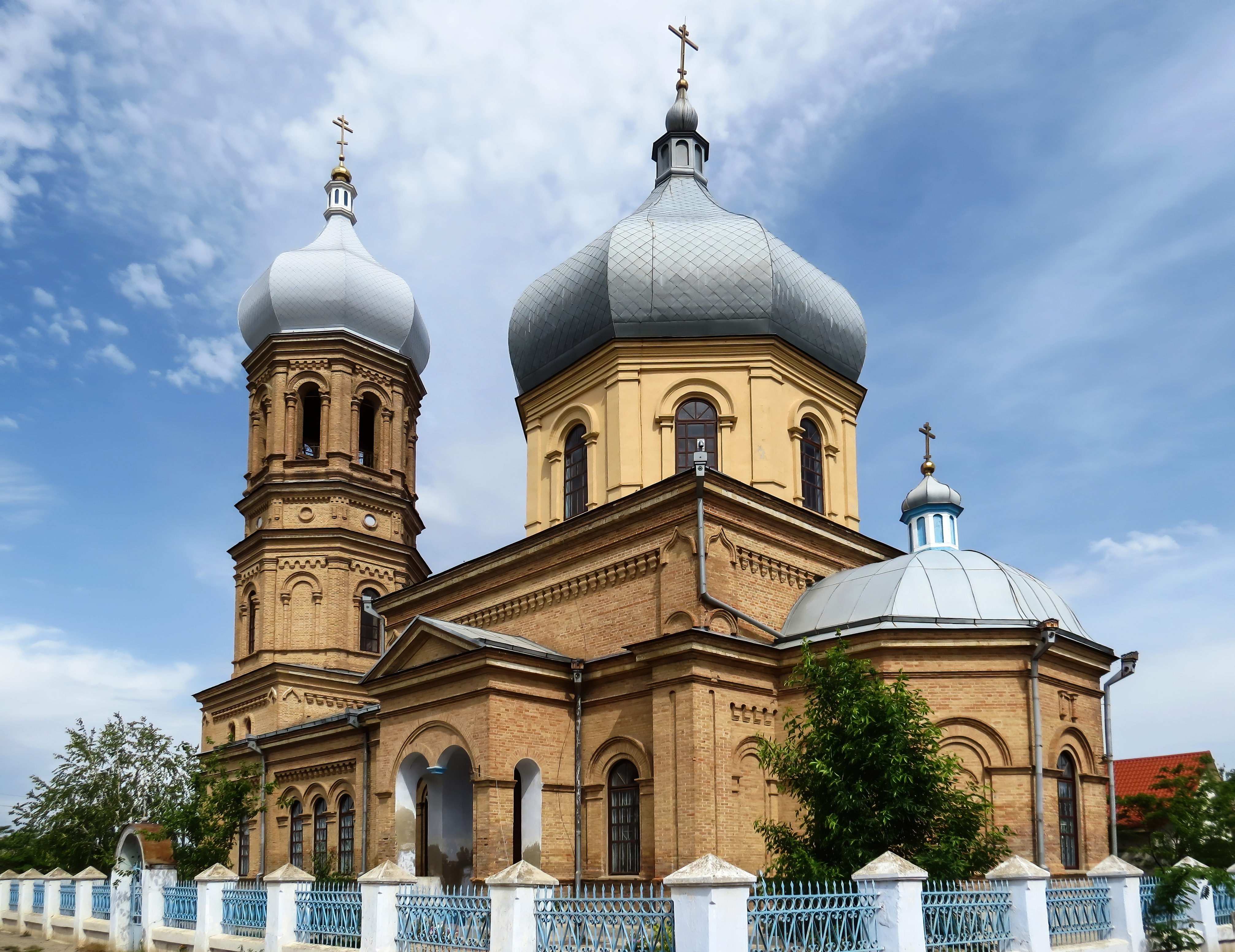
Старообрядницька церква
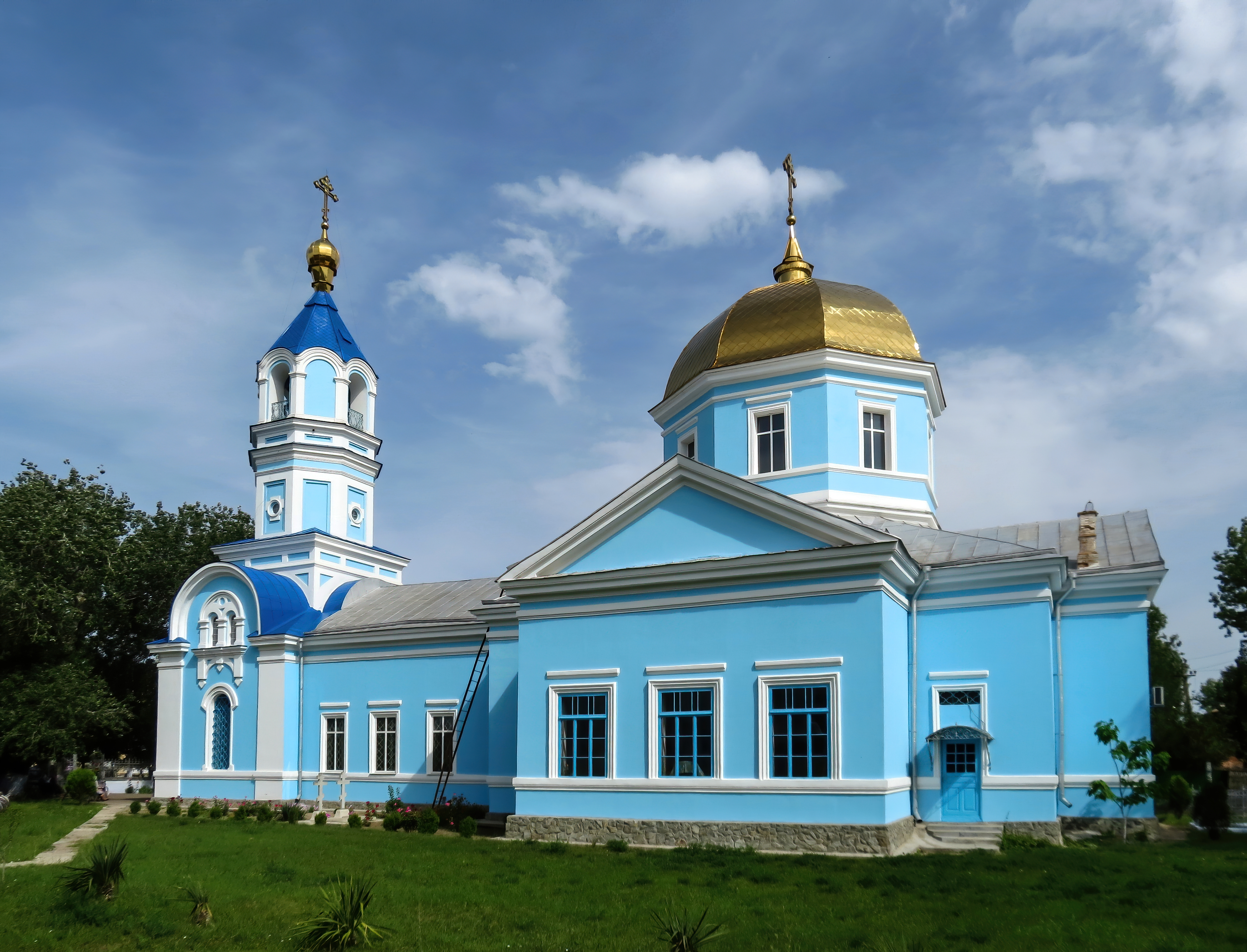
Покровський собор
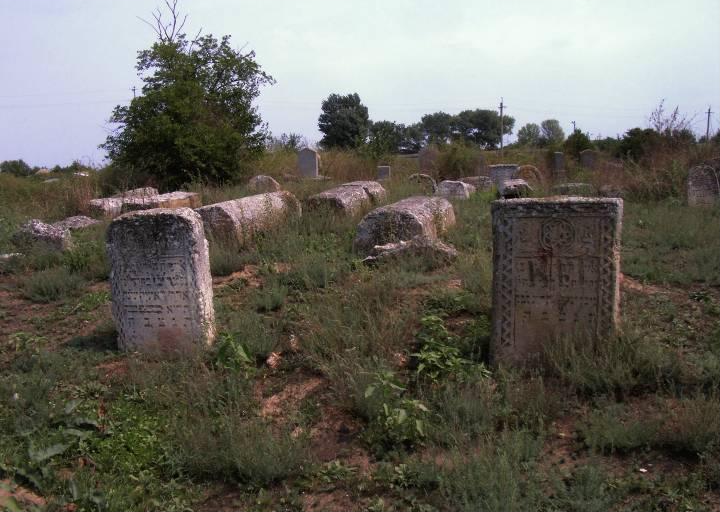
Кілійський єврейський цвинтар